# Ignacio Pallas
José Ignacio Pallas Martínez, noto semplicemente come Ignacio Pallas (Montevideo, 5 gennaio 1983), è un allenatore di calcio ed ex calciatore uruguaiano, di ruolo difensore, tecnico del Fénix.

## Caratteristiche tecniche
Veniva schierato prevalentemente nel ruolo di difensore centrale.

## Carriera
Cresciuto nel settore giovanile del River Plate (M), vi ha militato per due anni prima di trasferirsi al Nacional dove è rimasto fino al 2007. Nelle successive stagioni è stato in Messico al Correcaminos UAT prima ed al Veracruz dal 2009 al 2010. 
Rientrato in patria, ha diviso la stagione 2010-2011 fra Danubio e Racing Montevideo per poi passare al Fénix dove ha disputato 7 campionati consecutivi collezionando 161 presenze. Dal 2017 al 2020 si è diviso fra Paraguay, con il Cerro Porteño e Messico con il Puebla prima di fare ritorno in patria proprio al Fénix.

## Palmarès

### Club

#### Competizioni nazionali
- Campionato uruguaiano: 1

River Plate (M): 2005-2006
- Campionato paraguaiano: 1

Cerro Porteño: 2017 (C)